# جبر لي النمطي
في الرياضيات، جبر لي النمطي (بالإنجليزية: Modular Lie algebra)‏ هو جبر للي على حقل من المميزة الإيجابية.
إن نظرية جبر لي النمطي مختلفة جداً عن نظرية جبر لي الحقيقي و المعقد. يمكن أن تعزى هذا الاختلاف إلى خصائص تشكل فروبينيوس الذاتي(automorphism) وإلى فشل الخريطة الأسية من إنشاء وصلة ضيقة بين خصائص جبر لي النمطي و مقابلة المجموعة الجبرية.
على الرغم من الدراسة الجادة لجبر لي النمطي التي شرعت أولاُ من قبل ناثان جاكوبزون في الخمسينات, إلا أن نظرياتهم التمثيلية في الحالة الشبه-بسيطة كانت متقدمة فقط في الآونة الأخيرة بسبب انشار حدسيات لوسزتيغ Lusztig conjectures, التي بدأت في 2007 و قد أثبتت جزئياً.